# Thallomys nigricauda
Thallomys nigricauda is een knaagdier uit het geslacht Thallomys dat voorkomt van West-Angola en Zuidoost-Zambia tot het noorden van Zuid-Afrika. Deze soort lijkt sterk op T. paedulcus, maar verschilt daar in een aantal kenmerken van: het karyotype bedraagt 2n=47-50 (tegen 2n=43-47), de staart is zwart (in plaats van grijs) en de donkere vlekken op de bek en rond de ogen zijn duidelijk zichtbaar (deze vlekken zijn vaag bij T. paedulcus).